# Triệu Suất Giáo
Triệu Suất Giáo (chữ Hán: 趙率教, 1569 – 1629), tên tự là Hy Long, hiệu Minh Thiện, người Tĩnh Lỗ vệ tỉnh Thiểm Tây, tổ tiên sinh sống ở Bắc Trực Kế Châu, tướng lĩnh thời Minh, từng giữ chức Tổng binh, Tả đô đốc, Bình Liêu tướng quân.

## Tiểu sử
Ông nội là Triệu Thăng, được bổ nhiệm làm Chỉ huy thiêm sự, sau dời qua cả nhà sang ở Tĩnh Lỗ vệ tỉnh Thiểm Tây. Năm Vạn Lịch thứ 19 (1591), Suất Giáo thi đỗ Võ tiến sĩ, ra làm quan Đô ty Cam Châu, rồi lên tới Diên Tuy tham tướng. Sau đó ông được Viên Sùng Hoán cất nhắc lên đến chức phó tổng binh, nắm việc quân sự.
Năm đầu Thiên Khải (1621), kinh thành Liễu Dương bị đánh phá, Triệu Suất Giáo chạy trốn về, may thoát chết. Sau đó ông lần lượt làm tướng dưới quyền Vương Hóa Trinh và Vương Tại Tấn, lo việc luyện tập binh sĩ ở tiền đồn, được Tôn Thừa Tông khen ngợi. Thời đó, Tôn Thừa Tông chia quân đội của mình thành 5 đơn vị, phân công nhau đóng ở trong và ngoài quan ải, tức là tả quân, hữu quân, tiền quân, hậu quân và trung quân. Triệu Suất Giáo thống lĩnh tiền quân, đóng quân ở tiền đồn. Tháng 9 năm Thiên Khải thứ 4 (1624), Tôn Thừa Tông báo cáo công lao của Triệu Suất Giáo về triều, ông được thăng đô đốc thiêm sự, gia hàm tổng binh.
Tháng 2 năm Thiên Khải thứ 6 (1626), quân Mông Cổ xâm phạm biên giới, Triệu Suất Giáo đem quân đánh tan quân địch, giết hơn 200 tên, thu 200 ngựa. Do chiến công đó, ông được thăng chức đô đốc đồng tri, chính thức thụ phong tổng binh, thay Dương Kỳ trấn thủ Sơn Hải quan. Sau đó, được thăng lên chức hữu đô đốc, được ban tước Bảo vệ phó thiên hộ. Thời đó, quan hệ giữa ông và Mãn Quế rất tốt. Sau khi vùng Ninh Viễn bị bao vây, ông không đem quân đến cứu viện, nên Mãn Quế hết sức bất mãn. Mãn Quế không cho binh sĩ của ông phái đến vào trong thành. Mãi sau khi có sự điều đình của Viên Sùng Hoán, mới cho phép binh sĩ của ông vào thành. Từ đó hai người mâu thuẫn nhau. Sau này triều đình biết, bèn xuống chiếu răn bảo cả hai bên.
Tháng 5 năm Thiên Khải thứ 7 (1627), quân Thanh bao vây thành Cẩm Châu. Triệu Suất Giáo đem quân chống cự, dùng đại bác giữ thành trong suốt 24 ngày, giải được vòng vây của quân Thanh. Trong lúc đó, ở Ninh Viễn, Mãn Quế cũng thắng trận. Sử ghi là "Đại thắng Ninh Cẩm". Sau trận thắng này, Triệu Suất Giáo được thăng thái tử thiếu phó, ban tước Cẩm Y thiên hộ, thế tập cha truyền con nối.
Năm Sùng Trinh thứ 2 (1629), quân Thanh đánh miền nam. Triệu Suất Giáo về chi viện kinh đô, bảo vệ Đại An khẩu, lúc đến được Tam Đồn Doanh, Tổng binh Chu Quốc Ngạn vội vàng đóng cổng thành lại, Suất Giáo không chịu được, bèn phóng ngựa đi về hướng tây, ngày 3 tháng 11 đặt chân tới Tuân Hóa Ngày 4 tháng 11, trong trận đánh nhau với đại quân của bối lặc Hậu Kim A Tế Cách ở Tuân Hóa. Cánh phải bị lực lượng của bốn kỳ cùng quân Mông Cổ giết sạch, Suất Giáo bị trúng tên ngã ngựa, ráng đánh mà chết, toàn quân bị tiêu diệt, Tuần phủ Vương Nguyên Nhã tự sát. Ngày 5 tháng 11, Tuân Hóa thất thủ.
Minh sử – Triệu Suất Giáo truyện có lời bình như sau: "Suất Giáo là vị tướng dũng mãnh liêm khiết, đối đãi với sĩ tốt có ân đức, dấn thân lập công, làm việc không biếng nhác". Trước tác có Phục Liêu tư nghị, Bình Liêu tấu cảo, Huy Trần binh pháp, Đầu Qua tùy bút.